# Аросьева, Елена Владимировна
Еле́на Влади́мировна Аро́сьева (урождённая Кутырёва; род. 12 марта 1984, Арзамас-16, Горьковская область, РСФСР, СССР) — российская актриса театра и кино.

## Биография
Родилась 12 марта 1984 года в закрытом городе Арзамасе-16 (ныне — Саров) Горьковской области РСФСР. У Елены есть сестра Оксана (род. 1978), которая работает провизором, и брат Павел (род. 1989), окончивший институт информатики в Москве.
В юности много занималась спортом: была чемпионкой родного города по кроссу, потом увлеклась плаванием, аэробикой. Кроме того, посещала вокальную студию и девять лет занималась танцами.
Общеобразовательную среднюю школу окончила с серебряной медалью.
До девятого класса школы мечтала стать переводчиком с испанского языка, но, учась в старших классах, начала посещать театральную студию, где преподавала Эмма Ивановна Арсеньева, Заслуженная артистка Российской Федерации, актриса городского драматического театра. Она и привила девушке интерес к профессии актрисы, а также подготовила её к вступительным экзаменам в театральный ВУЗ, куда Елена поступила с первой попытки.
В 2005 году окончила актёрский факультет Школы-студии МХАТ (руководитель курса — Константин Аркадьевич Райкин).
С 2003 по 2013 годы служила в труппе Российского государственного театра «Сатирикон» имени Аркадия Райкина в Москве.

### Личная жизнь
- Муж — Дмитрий Дмитриевич Аросьев (род. 31 марта 1983), актёр театра и кино, внучатый племянник народной артистки РСФСР Ольги Александровны Аросевой(1925—2013). Елена и Дмитрий познакомились в 2006 году на съёмках второго сезона телесериала «Моя Пречистенка». Поженились в 2008 году[4]. 
  - Сын — Даниил (род. 2010)[4].
  - Сын — Иван (род. 2014)[4].
  - Дочь (03.03.2020).

## Творчество

### Роли в театре

#### Российский государственный театр «Сатирикон» имени Аркадия Райкина(Москва)
- 2003 — «Ай да Пушкин!» (по сказкам Александра Пушкина, режиссёр — Марина Брусникина, премьера — 2 декабря 2003 года) — Ткачиха / Принцесса[5]
- 2004 — «Страна любви» (по пьесе «Снегурочка» Александра Островского, режиссёр — Константин Райкин, премьера — 1 октября 2004 года) — Весна-красна[6][7]
- 2006 — «Случай» (по комедийной пьесе «Забавный случай» Карло Гольдони, режиссёр — Марина Брусникина, премьера — 12 января 2006 года) — Жаннина, дочь голландского купца Филиберта[8][9]
- 2007 — «Бальзаминов» (по пьесам «Праздничный сон до обеда», «Свои собаки грызутся, чужая не приставай» и «За чем пойдёшь, то и найдёшь» («Женитьба Бальзаминова») Александра Островского, режиссёр — Марина Брусникина, премьера — 9 февраля 2007 года) — Домна Евстигневна Белотелова[10][11]

#### «Молодёжный театральный проект»
- 2009 — «Питер Пен» (по сказкам о Питере Пене Джеймса Барри,  режиссёр — Наталья Семёнова) — Венди Дарлинг
- 2010 — «Москва-Петушки» (по поэме «Москва — Петушки» Венедикта Ерофеева,  режиссёр — Наталья Семёнова) — возлюбленная Венички

#### «Другой театр»
- 2014 — «Музыка для толстых» (комедия-буфф, автор и режиссёр — Пётр Гладилин) — Антонина Чумакова, умничка[12][13]

### Фильмография
1. 2004—2013 — «Кулагин и партнёры» — эпизоды
2. 2005 — Люба, дети и завод… — Лара
3. 2005 — Чёрная богиня — Виктория, медсестра
4. 2005 — Рублёвка Live —
5. 2006 — Закон и порядок. Отдел оперативных расследований (фильм № 7 «Наблюдение») — Наталья Васильева
6. 2006 — Экстренный вызов (фильм № 4 «Смертельный диагноз») — Наталья Ряхова
7. 2006 — Проклятый рай — Евгения
8. 2006—2007 — Моя Пречистенка 2 — Агния
9. 2007 — Срочно в номер (фильм № 4 «Метка Вуду») — Светлана Резон
10. 2007 — Нулевой километр — «Суслик»
11. 2007 — Незнакомая земля — Мирослава
12. 2007 — Затмение — Ольга Миловидова
13. 2007 — Таксистка (4-й сезон) — эпизод
14. 2008 — Виртуальная Алиса —
15. 2008 — Проклятый рай (2-й сезон) — Евгения
16. 2008 — Отряд — Олеся
17. 2008 — Одна ночь любви — Елена Воронцова, дворянка
18. 2008 — Райские яблочки — Катя
19. 2009 — Последний кордон — Ирина Кульбаба, дочь лесничего (главная роль)
20. 2009 — Деревенский романс — Екатерина Ивановна Егорова, учитель младших классов в школе в деревне Веселово, невеста Андрея, тётя Алексея (главная роль)
21. 2009 — Дом на Озёрной — Танечка, медсестра
22. 2009 — Райские яблочки. Жизнь продолжается — Катя
23. 2009 — Самая лучшая бабушка —
24. 2009 — Цепь — Дарья
25. 2010 — Дом образцового содержания — Ольга Затевахина
26. 2010 — Химик — Ольга Милованова, невеста Михаила
27. 2011 — Последний кордон. Продолжение — Ирина Кульбаба, дочь лесничего (главная роль)
28. 2012 — Пока цветёт папоротник — Светка, сестра Лёньки
29. 2012 — Без срока давности (15-я серия «Письма из прошлого») — Зоя Белозёрская
30. 2013 — Упакованные — Анна
31. 2013 — Департамент — Александра, жена Зеленова
32. 2014 — Улыбка пересмешника — Виктория Александровна Кравцова (после замужества — Кручинина) (главная роль)[14]
33. 2016 — Из Сибири с любовью — Елена Вырупаева, жена Максима
34. 2016 — Казаки — Светлана Петрова
35. 2016 — Ненавижу — Анна Николаевна Селиверстова, парикмахер (главная роль)
36. 2016 — Чужое счастье — Людмила Давыдова (Люся), жена Игоря (главная роль)
37. 2016 — Пляж. Жаркий сезон — Дарья Жукова
38. 2017 — Расплата — Лариса Григорьевна Краснова, мать Татьяны (главная роль)
39. 2017 — Свидетельство о рождении — Ольга, музейный работник в провинциальном городе, жена Игоря, мать Юли (главная роль)
40. 2018 — Ищейка-2 — Валерия Полянская
41. 2018 — Катькино поле — Маргарита (главная роль)
42. 2018 — Пляж. Жаркий сезон — Даша Жукова
43. 2018 — Чужая — Катя Полякова (главная роль)
44. 2019 — Беловодье. Тайна затерянной страны — Светка Похиленко, сестра Лёньки